# Madrassa

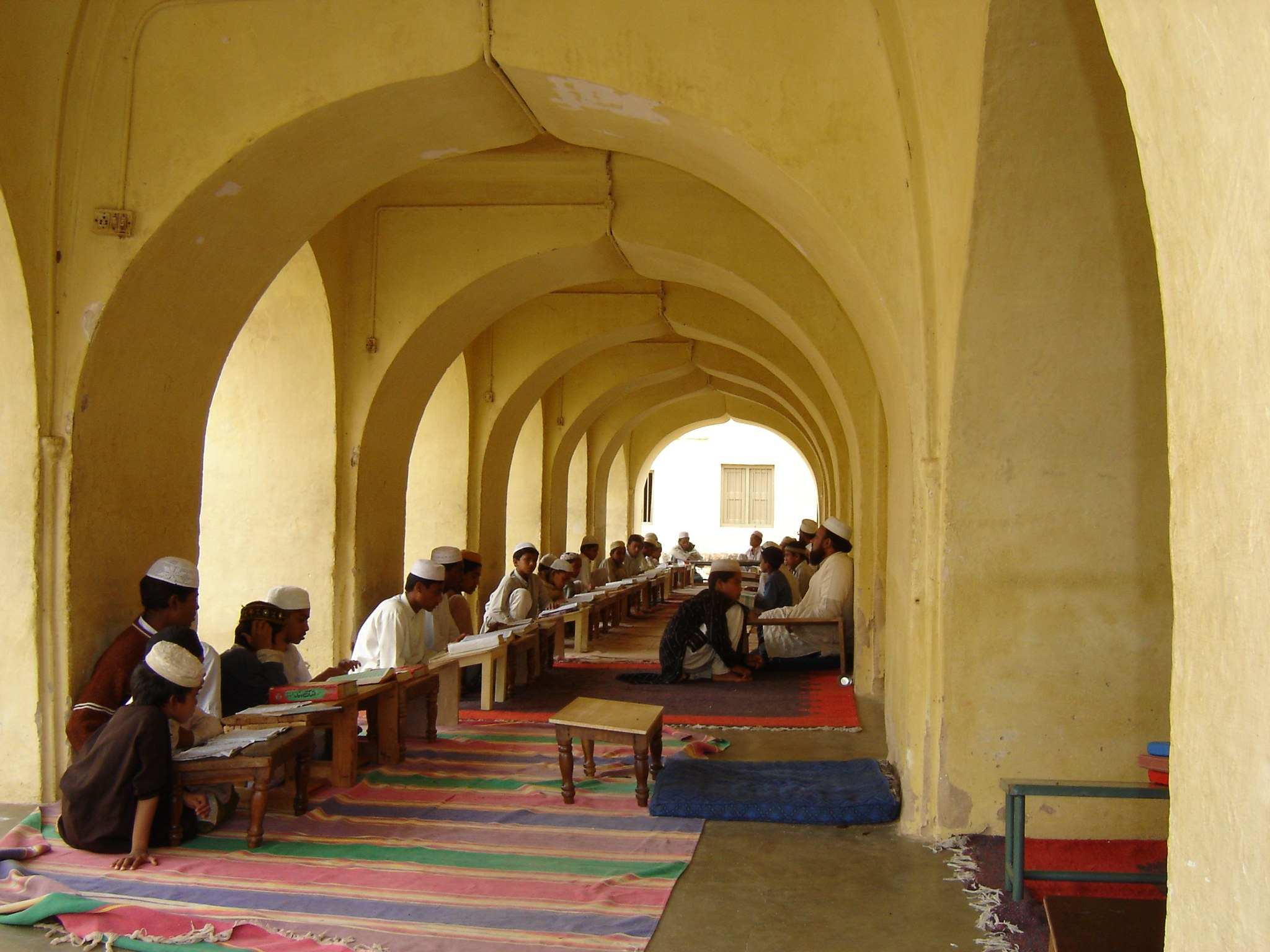
Madrassa vid moskén Jama Masjid i Srirangapatna, Indien år 2007

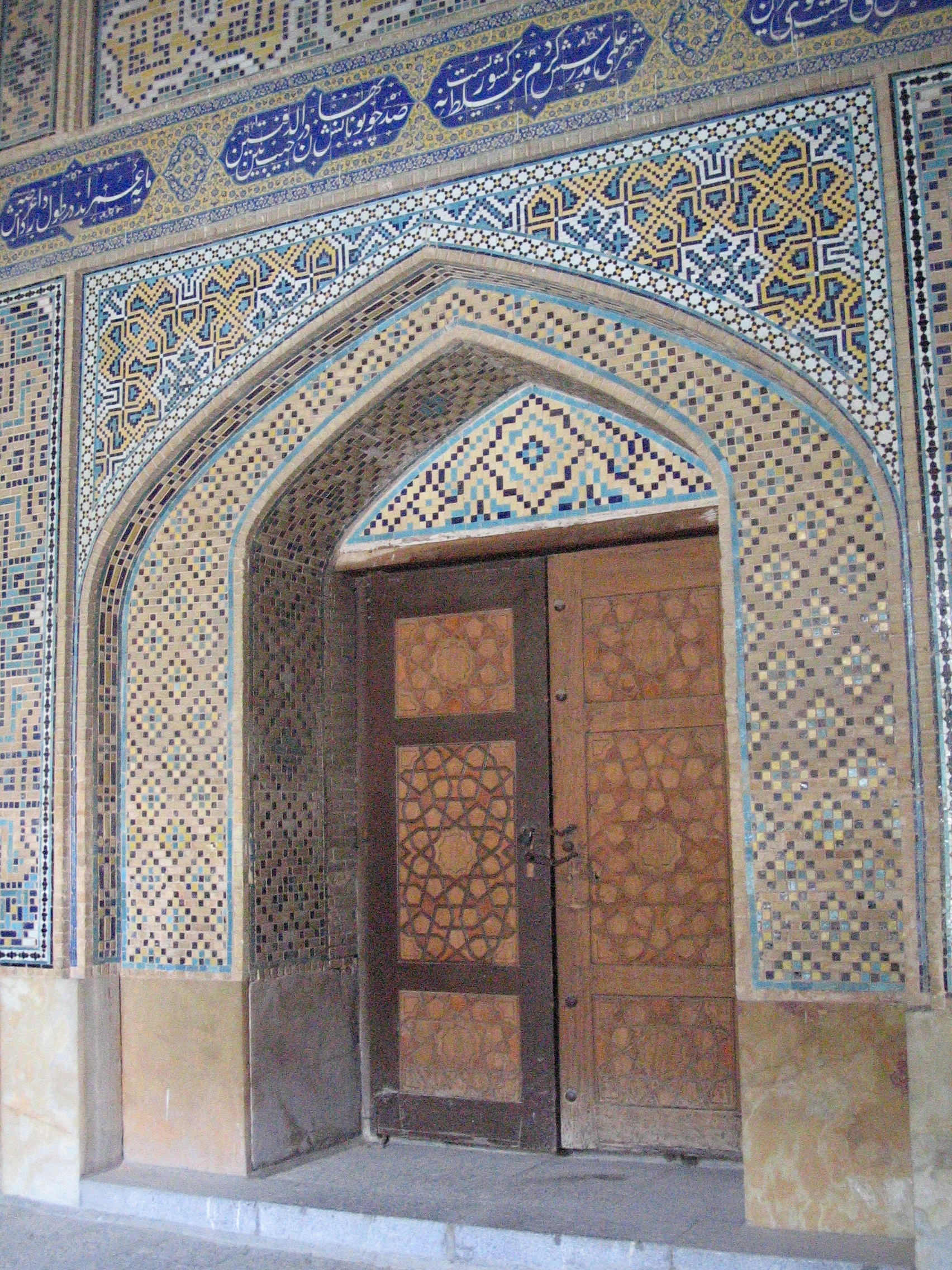
Ingång till en madrassa i Isfahan i Iran

Madrassa (arabiska: مدرسة, "skola"), även stavat madrasa, madrash, madrasah, madressa eller medrese, är en institution för islamiska studier och högre islamisk utbildning, vanligen i anslutning till en stor moské. Från början var det en internatskola med undervisning i teologiska och juridiska ämnen med huvudvikt på Koranen. Senare infördes ämnen som grammatik, litteratur, matematik, logik och i vissa fall naturvetenskapliga ämnen. Skolavgifter förekom inte. Prinsar och välbärgade familjer donerade fonder för att uppföra byggnader och bekosta driftkostnader för lärare och elever. Studenter kunde välja ämnen och studerade ofta många år under ett antal professorer. När studenterna avslutade sina studier utdelades ett certifikat som visade att de var behöriga att själv undervisa. På 1100-talet fanns det 75 madrassa i Kairo, 51 i Damaskus och 44 i Aleppo. Även i Spanien fanns det många madrassa. Många av dessa kan ses som de första moderna universiteten.